# جيف توماسون
جيف توماسون (بالإنجليزية: Jeff Thomason)‏ هو لاعب كرة قدم أمريكية أمريكي، ولد في 30 ديسمبر 1969 في سان دييغو في الولايات المتحدة.

## وصلات خارجية
- جيف توماسون على موقع مرجع كرة القدم المحترفة.كوم (الإنجليزية)